# Rinorea keayi
Rinorea keayi és a espècie de planta amb flor que pertany a la família de les violàcies. Està amenaçada per la pèrdua d'hàbitat.

## Descripció i distribució
Aquest arbre fa uns 6 – 7 m d'alçada i les seves flors tenen un color crema.
Aquesta planta es troba en les valls boscoses del Camerun i de Nigèria. En la subpoblació nigeriana sembla estar restringida a l'altiplà d'Obudu, concretament en la divisió nord del Parc Nacional de Cross River. L'espècie també sembla créixer en subpoblacions denses en diversos tipus de boscos al Camerun, a l'altiplà central, així com al bosc costaner.

## Destrucció de l'hàbitat
Parts de la selva estan mostrant signes de destrucció de l'hàbitat on creix Rinorea keayi per mitjà del foc intencionat de la mà de l'home; ja que hi ha una creixent pressió per convertir les àrees en plantacions comercials, especialment per al conreu del bananer.